# Острів Колосових
О́стрів Ко́лосових (рос. Остров Колосовых) — острів в архіпелазі Шхери Мініна у Карському морі поруч з півостровом Таймир.
Свою назву отримав у 1934 році на честь родини промисловиків Колосових, які були першопоселенцями острова.
Адміністративно острів відноситься до Таймирського Долгано-Ненецького району Красноярського краю Росії.

## Історичні відомості
У 1930 році шхуна «Бєлуха» висадила трьох промисловиків, братів Кирила, Федора і Олександра Колосових, а також дружину Кирила Явдоху з синою Євгеном. Проживши рік, Колосови з'ясували, що перебувають на острові.
У 1957 році західний мис острова, на якому був віднайдений кам'яний знак з надписом: «Працювали брати Колосови з Шенкурська», діксонськими гідрографами був названий мисом Колосових.

## Географічні відомості
Острів має неправильну форму з сильно порізаною береговою лінією. Складається з двох низовинних частин, з'єднаних між собою вузьким перешийком.
Від материка відокремлений протокою Ленінградців завширшки менше двох кілометрів.
На острові розташоване озеро Жюльєтти Жан, назване так у 1957 році на честь французької лікарки, яка загинула разом з експедицією Володимира Русанова.